# Kirche Brauerschwend

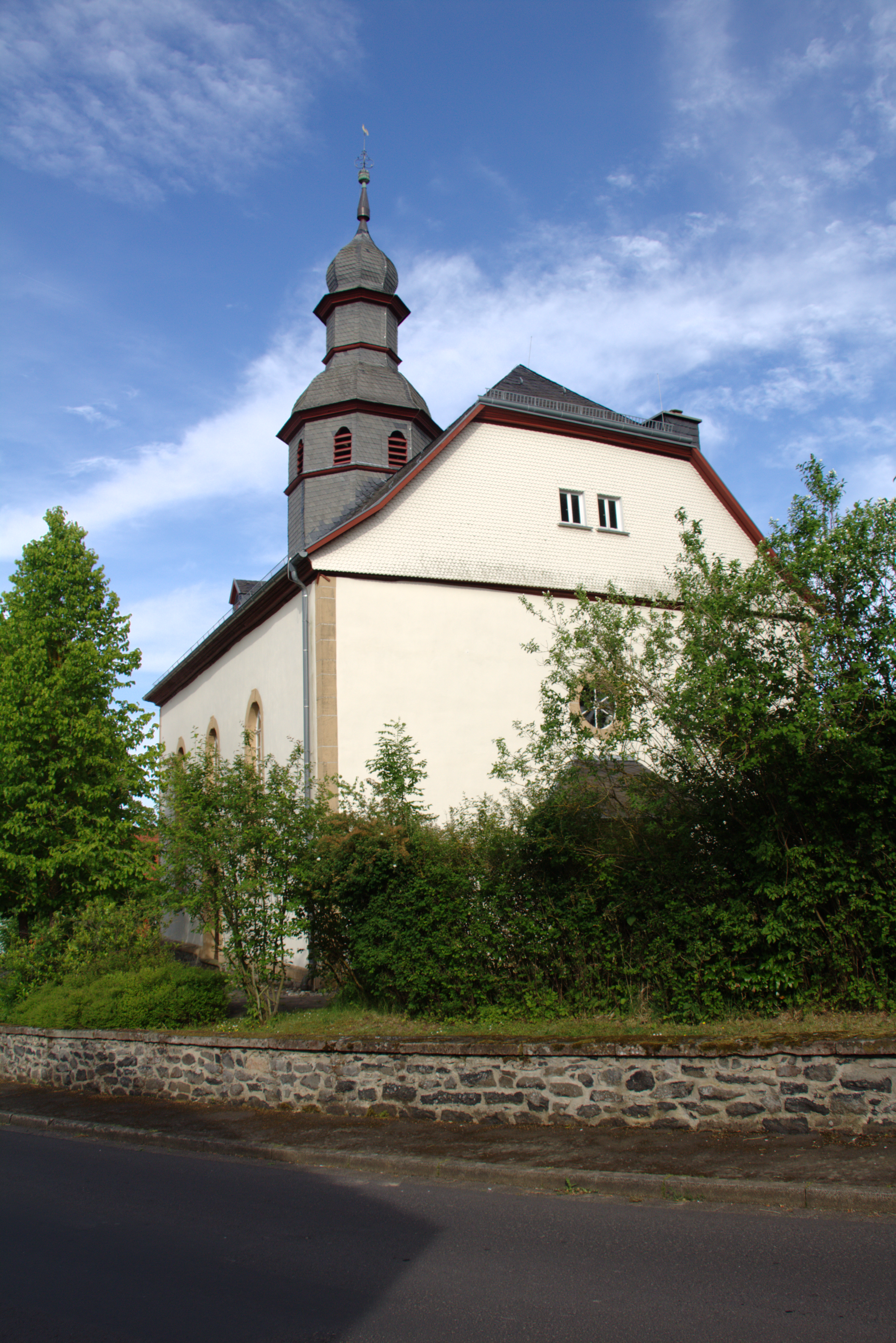
Kirche Brauerschwend

Die evangelisch-unierte Kirche Brauerschwend steht in Brauerschwend, einem Ortsteil der Gemeinde Schwalmtal im Vogelsbergkreis von Hessen. Die Kirchengemeinde gehört zum Dekanat Vogelsberg in der Propstei Oberhessen der Evangelischen Kirche in Hessen und Nassau.

## Beschreibung
Die Saalkirche hat einen dreiseitigen Abschluss im Osten. Aus dem Satteldach des Kirchenschiffs, das im Westen einen Krüppelwalm hat, erhebt sich ein achtseitiger Dachreiter, dessen glockenförmige Haube sich in einem zylindrischen Aufsatz fortsetzt, der mit einer bauchigen Haube bedeckt ist. Das Portal befindet sich im Westen. Über ihn befindet sich ein Ochsenauge. An den Längsseiten des Kirchenschiffs und am Ostschluss befinden sich je drei Bogenfenster. Die Kirchenausstattung stammt aus der Bauzeit, nur das Kruzifix stammt bereits aus dem 17. Jahrhundert. Die Orgel mit zwölf Registern, zwei Manualen und einem Pedal wurde 1904 von Adam Eifert gebaut.